# Nina Betschart
Nina Betschart (født 14. oktober 1995) er en schweizisk beachvolleyspiller.
Hun repræsenterede Schweiz ved sommer-OL 2020 i Tokyo, hvor hun blev elimineret i ottendedelsfinalen.
Ved sommer-OL i Paris i 2024 vandt hun bronze.